# Hans Peter Büchler
Hans Peter Büchler (* 5. Dezember 1973 in Wattwil) ist ein Schweizer Physiker. Er ist Professor für theoretische Physik an der Universität Stuttgart.

## Leben
Büchler studierte ab 1994 an der ETH Zürich Physik und schloss das Studium 1999 mit einer Diplomarbeit (Macroscopic Quantum Phenomena in Superconducting Structures) in theoretischer Physik ab. 2003 wurde er bei Gianni Blatter mit einer Arbeit über kondensierte Quantenmaterie (Phase Transitions in Quantum Condensed Matter) in theoretischer Physik promoviert. Nach einer Stelle als Postdoc bei Peter Zoller an der Universität Innsbruck wurde er 2007 Professor für theoretische Physik an der Universität Stuttgart.
Büchlers Forschungsinteressen liegen im Bereich der quantenmechanischen Vielteilchensysteme und umfassen kalte Quantengase, Rydberg-Atome, topologische Zustände und deren Anwendung in der Quanteninformationsverarbeitung. Er nutzt dabei Methoden der Festkörperphysik, Quantenoptik und Quanteninformation.
2016 erhielt er für seine Forschung einen ERC Consolidator Grant über 2 Mio. Euro.